# Kolos Kovalivka (féminines)
La section féminine du Kolos Kovalivka (Zhinochyi Futbolny Klub Kolos Kovalivka, en ukrainien : Жіночий Футбольный «Ко́лос» Ковалі́вка) est un club féminin de football ukrainien fondé en 2020 et basé à Kovalivka dans l'oblast de Kiev.

## Histoire
La section féminine du Kolos est créée au printemps 2020, en se basant sur les équipes de l'Invictus Kiev. Dès sa première saison, le club remporte le championnat de deuxième division ukrainien et est promu en D1. Le Kolos recrute alors la gardienne de l'équipe d'Ukraine Iryna Sanina. Lors de la coupe d'Ukraine 2021-2022, le club atteint la finale, et perd 2-0 face au Vorskla Poltava.
En 2022-2023, le Kolos termine troisième du championnat ukrainien derrière le Vorskla et le Kryvbass.

## Palmarès
Championnat d'Ukraine   :
- Vice-champion en 2023-2024.

Championnat d'Ukraine de deuxième division (1) :
- Champion en 2020-2021.

Coupe d'Ukraine (0) :
- Finaliste en 2021-2022